# Lac d’Ilay
Der Lac d’Ilay, auch Lac de la Motte genannt, ist ein See im französischen Jura, im Département Jura, rund 14 km südlich von Champagnole in der Franche-Comté. Er liegt auf 774 m auf dem Boden der Gemeinden Le Frasnois und La Chaux-du-Dombief und nimmt eine Fläche von rund 0,7 km² ein. Der See ist 1,9 km lang, maximal 400 m breit und besitzt eine kleine Insel (Île de la Motte). Seine größte Tiefe beträgt 32 m.
Der Lac d’Ilay liegt in einer Senke auf dem Plateau von Champagnole in der Region der fünf Seen. Während der Hochstadien der verschiedenen Eiszeiten wurde das Becken von den Juragletschern mit Mergel- und Tonschichten ausgekleidet, so dass trotz des verkarsteten Untergrundes ein See entstehen konnte. Gemäß der allgemeinen Streichrichtung der Juraketten in diesem Gebiet ist der Lac d’Ilay in Richtung Südwest-Nordost orientiert. Durch eine Geländerippe ist er von den östlich gelegenen Lacs de Maclu getrennt. Die Uferpartien sind flach und besonders entlang dem östlichen Ufer von einem Sumpfgürtel umgeben. Im Osten wird die Mulde vom bewaldeten Höhenrücken des Bois de Ban mit dem Pic de l’Aigle (993 m), im Westen von der Höhe Le Laisenet (823 m) flankiert.
Gespeist wird der Lac d’Ilay durch einen Zufluss aus dem Grand Maclu sowie durch einige Quellen im Bereich von Le Frasnois. Der Abfluss erfolgt im Süden zunächst oberirdisch, danach unterirdisch zum Oberlauf des Hérisson. Die mittlere Verweildauer des Seewassers beläuft sich laut Berechnungen auf rund 10 bis 13 Monate. Seewasser wird für die Aufbereitung von Trinkwasser für Le Frasnois und die Region um den Lac de Chalain an zwei Orten abgepumpt. Die Seezirkulation erfolgt nach dem dimiktischen Typ. In den meisten Wintern friert der Lac d’Ilay wegen seiner Hochlage in einem Becken (Bildung eines Kaltluftsees) vollständig zu.
Die Landschaft um den Lac d’Ilay steht unter Naturschutz. In den Sumpfgebieten um die Seen finden sich für die Region seltene Pflanzengesellschaften, darunter das Schneidried (Cladium mariscus).
Auf der Insel La Motte gründete der heilige Desiderius im 6. Jahrhundert das Priorat Saint-Vincent. Die Mönche machten die Gegend urbar und setzten damit den Grundstein für die Entwicklung von Weilern und Dörfern. Das Priorat wurde im 17. Jahrhundert zerstört.